# Vanessa Redgrave
Vanessa Redgrave, CBE (sinh ngày 30 tháng 1 năm 1937) là một diễn viên sân khấu, điện ảnh và truyền hình danh tiếng ngưới Anh.

## Danh mục phim
| Năm       | Tên phim                                       | Vai diễn                        | Ghi chú |
| --------- | ---------------------------------------------- | ------------------------------- | --- |
| 1958      | Behind the Mask                                | Pamela Gray                     | |
| 1966      | Morgan: A Suitable Case for Treatment          | Leonie Delt                     | Cannes Film Festival Best Actress Award Đề cử – Academy Award for Best Actress Đề cử – BAFTA Award for Best Actress in a Leading Role Đề cử – Golden Globe Award for Best Actress – Motion Picture Musical or Comedy |
| 1966      | A Man For All Seasons                          | Anne Boleyn                     | |
| 1966      | Blowup                                         | Không tên                       | |
| 1967      | Camelot                                        | Guinevere                       | - Kansas City Film Critics Circle Award for Best Actress tied with Lynn Redgrave for Georgy Girl - Đề cử – Golden Globe Award for Best Actress – Motion Picture Musical or Comedy |
| 1968      | The Charge of the Light Brigade                | Mrs. Clarissa Morris            | |
| 1968      | The Sea Gull                                   | Nina                            | |
| 1968      | Isadora                                        | Isadora Duncan                  | Cannes Film Festival Best Actress Award National Society of Film Critics Award for Best Actress Đề cử – Academy Award for Best Actress Đề cử – Golden Globe Award for Best Actress – Motion Picture Drama |
| 1969      | Oh! What a Lovely War                          | Sylvia Pankhurst                | |
| 1969      | A Quiet Place in the Country                   | Flavia                          | |
| 1970      | Dropout                                        | Mary                            | |
| 1970      | A Mother with Two Children Expecting Her Third |                                 | - tiếng Thụy Điển: En mor med två barn väntandes sitt tredje - Bo Widerberg short film |
| 1971      | Mary I của Scotland                            | Mary I của Scotland             | - David di Donatello Special Award - Đề cử – Academy Award for Best Actress - Đề cử – Golden Globe Award for Best Actress – Motion Picture Drama |
| 1971      | The Devils                                     | Sister Jeanne                   | |
| 1971      | Vacation                                       | Immacolata Meneghelli           | tiếng Ý: La vacanza |
| 1971      | The Trojan Women                               | Andromache                      | |
| 1973      | A Picture of Katherine Mansfield               | Katherine Mansfield             | Phim truyền hình |
| 1974      | Murder on the Orient Express                   | Mary Debenham                   | |
| 1975      | Out of Season                                  | Ann                             | |
| 1976      | The Seven-Per-Cent Solution                    | Lola Deveraux                   | |
| 1977      | Julia                                          | Julia                           | - Academy Award for Best Supporting Actress - Golden Globe Award for Best Supporting Actress – Motion Picture - Kansas City Film Critics Circle Award for Best Supporting Actress - Los Angeles Film Critics Association Award for Best Supporting Actress |
| 1979      | Agatha                                         | Agatha Christie                 | |
| 1979      | Yanks                                          | Helen                           | |
| 1979      | Bear Island                                    | Heddi Lindguist                 | |
| 1981      | Playing for Time                               | Fania Fenelon                   | Primetime Emmy Award for Outstanding Lead Actress – Miniseries or a Movie |
| 1982      | My Body, My Child                              | Leenie Cabrezi                  | Phim truyền hình |
| 1983      | Sing Sing                                      | Queen                           | |
| 1983      | Wagner                                         | Cosima Wagner                   | Had a limited theatrical release; better known as a television mini-series; 2011 re-released as a feature film on DVD |
| 1984      | The Bostonians                                 | Olive Chancellor                | - National Society of Film Critics Award for Best Actress - Đề cử – Academy Award for Best Actress - Đề cử – Golden Globe Award for Best Actress – Motion Picture Drama |
| 1985      | Wetherby                                       | Jean Travers                    | National Society of Film Critics Award for Best Actress |
| 1985      | Three Sovereigns for Sarah                     | Sarah Cloyce                    | |
| 1985      | Steaming                                       | Nancy                           | |
| 1986      | Comrades                                       | Mrs. Carlyle                    | |
| 1986      | Peter the Great                                | Sophia                          | Đề cử – Primetime Emmy Award for Outstanding Supporting Actress – Miniseries or a Movie |
| 1986      | Second Serve                                   | Richard Radley / Renee Richards | - Đề cử – Primetime Emmy Award for Outstanding Lead Actress – Miniseries or a Movie - Đề cử – Golden Globe Award for Best Actress – Miniseries or Phim truyền hình |
| 1987      | Prick Up Your Ears                             | Peggy Ramsay                    | - New York Film Critics Circle Award for Best Supporting Actress - Đề cử – BAFTA Award for Best Actress in a Supporting Role - Đề cử – Golden Globe Award for Best Supporting Actress – Motion Picture |
| 1988      | Consuming Passions                             | Mrs. Garza                      | |
| 1988      | A Man for All Seasons                          | Lady Alice More                 | Đề cử – Golden Globe Award for Best Actress – Miniseries or Phim truyền hình |
| 1990      | Romeo.Juliet                                   | Mother Capulet                  | |
| 1990      | Breath of Life                                 | Sister Crucifix                 | tiếng Ý: Diceria dell'untore |
| 1990      | Pokhorony Stalina                              | English journalist              | |
| 1990      | Orpheus Descending                             | Lady Torrance                   | Phim truyền hình |
| 1991      | The Ballad of the Sad Cafe                     | Miss Amelia                     | |
| 1991      | Young Catherine                                | Empress Elizabeth               | Đề cử – Primetime Emmy Award for Outstanding Supporting Actress – Miniseries or a Movie |
| 1991      | What Ever Happened to Baby Jane?               | Blanche Hudson                  | Phim truyền hình |
| 1992      | Howards End                                    | Ruth Wilcox                     | Đề cử – Academy Award for Best Supporting Actress Đề cử – National Society of Film Critics Award for Best Supporting Actress |
| 1993      | A Wall of Silence                              | Kate Benson                     | tiếng Tây Ban Nha: Un Muro de Silencio |
| 1993      | The House of the Spirits                       | Nivea del Valle                 | |
| 1993      | Sparrow                                        | Sister Agata                    | tiếng Ý: Storia di una capinera |
| 1993      | Great Moments in Aviation                      | Dr. Angela Bead                 | |
| 1993      | They                                           | Florence Latimer                | - Phim truyền hình - Also released as Children of the Mist |
| 1994      | Mother's Boys                                  | Lydia Madigan                   | |
| 1994      | Little Odessa                                  | Irina Shapira                   | Volpi Cup |
| 1995      | A Month by the Lake                            | Miss Bentley                    | Đề cử – Golden Globe Award for Best Actress – Motion Picture Musical or Comedy |
| 1995      | The Wind in the Willows                        | Narrator                        | Phim truyền hình |
| 1996      | Mission: Impossible                            | Max                             | |
| 1996      | Two Mothers for Zachary                        | Nancy Shaffell                  | Phim truyền hình |
| 1997      | Smilla's Sense of Snow                         | Elsa Lubing                     | |
| 1997      | Wilde                                          | Lady Speranza Wilde             | |
| 1997      | Mrs. Dalloway                                  | Mrs. Clarissa Dalloway          | |
| 1997      | Déjà Vu                                        | Skelly                          | |
| 1997      | Bella Mafia                                    | Graziella Luciano               | Đề cử – Golden Globe Award for Best Actress – Miniseries or Phim truyền hình |
| 1998      | Deep Impact                                    | Robin Lerner                    | |
| 1998      | Lulu on the Bridge                             | Catherine Moore                 | |
| 1999      | Cradle Will Rock                               | Countess Constance LaGrange     | |
| 1999      | Uninvited                                      | Mrs. Ruttenburn                 | |
| 1999      | Girl, Interrupted                              | Dr. Sonia Wick                  | |
| 2000      | If These Walls Could Talk 2                    | Edith Tress (segment "1961")    | - Primetime Emmy Award for Outstanding Supporting Actress – Miniseries or a Movie - Golden Globe Award for Best Supporting Actress – Series, Miniseries or Phim truyền hình - L.A. Outfest Screen Idol Award – Female - Satellite Award for Best Actress – Miniseries or Phim truyền hình - Screen Actors Guild Award for Outstanding Performance by a Female Actor in a Miniseries or Television Movie |
| 2000      | Mirka                                          | Kalsan                          | |
| 2000      | A Rumor of Angels                              | Maddy Bennett                   | |
| 2001      | The Pledge                                     | Annalise Hansen                 | |
| 2001      | Jack and the Beanstalk: The Real Story         | Countess Wilhelmina/Narrator    | |
| 2002      | The Gathering Storm                            | Clementine Churchill            | Phim truyền hình - Broadcasting Press Guild Award for Best Actress - Satellite Award for Best Actress – Miniseries or Phim truyền hình - Đề cử – British Academy Television Award for Best Actress - Đề cử – Primetime Emmy Award for Outstanding Lead Actress – Miniseries or a Movie - Đề cử – Golden Globe Award for Best Actress – Miniseries or Phim truyền hình - Đề cử – Screen Actors Guild Award for Outstanding Performance by a Female Actor in a Miniseries or Television Movie                                                 |
| 2002      | Crime and Punishment                           | Rodian's Mother                 | |
| 2002      | Searching for Debra Winger                     | Herself                         | Documentary |
| 2002      | The Locket                                     | Esther Huish                    | Phim truyền hình |
| 2003      | Byron                                          | Lady Melbourne                  | Phim truyền hình |
| 2003      | Good Boy!                                      | The Greater Dane                | |
| 2004      | The Fever                                      | Woman                           | Also Executive Producer Đề cử – Screen Actors Guild Award for Outstanding Performance by a Female Actor in a Miniseries or Television Movie |
| 2004–2009 | Nip/Tuck                                       | Dr. Erica Noughton              | Phim truyền hình bộ; 10 Tậps |
| 2005      | The Keeper: The Legend of Omar Khayyam         | The Heiress                     | |
| 2005      | Short Order                                    | Marianne                        | |
| 2005      | The White Countess                             | Vera Belinskya                  | |
| 2006      | The Thief Lord                                 | Sister Antonia                  | |
| 2006      | Venus                                          | Valerie                         | Đề cử – British Independent Film Award for Best Supporting Actress |
| 2006      | The Shell Seekers                              | Penelope Keeling                | Phim truyền hình |
| 2007      | The Riddle                                     | Roberta Elliot                  | |
| 2007      | How About You                                  | Georgia Platts                  | |
| 2007      | Evening                                        | Ann Lord                        | |
| 2007      | Atonement                                      | Older Briony Tallis             | - London Film Critics' Circle Award for British Supporting Actress of the Year - Đề cử – Broadcast Film Critics Association Award for Best Supporting Actress |
| 2008      | Restraint                                      | Sky News Reader                 | |
| 2008      | Ein Job                                        | Hannah Silbergrau               | Phim truyền hình |
| 2008      | Gud, lukt och henne                            |                                 | |
| 2009      | Eva                                            | Eva                             | |
| 2009      | The Day of the Triffids                        | Durrant                         | Phim truyền hình bộ ít tập |
| 2010      | Letters to Juliet                              | Claire Smith-Wyman              | - Đề cử – Satellite Award for Best Supporting Actress – Motion Picture - Đề cử – Saturn Award for Best Supporting Actress |
| 2010      | The Whistleblower                              | Madeleine Rees                  | |
| 2010      | Miral                                          | Bertha Spafford                 | |
| 2010      | Animals United                                 | Winnie                          | Giọng nói (English Version) |
| 2011      | Coriolanus                                     | Volumnia                        | - BIFA Award for Best Supporting Actress San Francisco Film Critics Circle Award for Best Supporting Actress Đề cử - Detroit Film Critics Society Award for Best Supporting Actress Đề cử - Evening Standard British Film Award for Best Actress Đề cử - London Film Critics Circle for Best Supporting Actress Đề cử - London Film Critics Circle for British Actress of the Year Đề cử - Satellite Award for Best Supporting Actress – Motion Picture Đề cử - Utah Film Critics Association Award for Best Supporting Actress (runner-up) |
| 2011      | Cars 2                                         | Mama Topolino/Queen             | Giọng nói |
| 2011      | Anonymous                                      | Queen Elizabeth I               | - Đề cử - London Film Critics Circle for British Actress of the Year |
| 2012      | Song for Marion                                | Marion                          | |
| 2012      | Political Animals                              | Justice Diane Nash              | TV miniseries, 1 Tập |